# Ayata
Ayata es una localidad y municipio de Bolivia, ubicado en la provincia de Muñecas del departamento de La Paz. El municipio tiene una superficie de 865 km² y cuenta con una población de 8.410 habitantes (según el Censo INE 2012). Se encuentra al este del Lago Titicaca dentro de la región de la Cordillera Central. La localidad de Aucapata está a 305 km de la ciudad de La Paz, sede de gobierno del país.
El origen étnico y cultural de su población es predominantemente quechua, visible en el tipo de vestimenta, muy peculiar del sector, aunque también existen comunidades en la parte alta de procedencia aymara.
El municipio fue creado Ley el 14 de septiembre de 1957 como segunda sección municipal de la Provincia Muñecas durante el gobierno de Hernán Siles Suazo.

## Geografía
Su topografía presenta serranías y quebradas muy profundas y erosionadas determinadas por la fisiografía de la Cordillera Oriental, además de laderas onduladas y planas más al sur donde empieza la ecorregión de los Yungas. La cordillera atraviesa el municipio de norte a sur, con mayores altitudes en el sur. El clima es templado con una temperatura promedio anual de 15,3 °C, siendo la máxima en los meses de septiembre a octubre con 19.7 °C y la mínima en los meses de junio a julio con 8,7 °C.
El municipio está ubicado en la parte central de la provincia de Muñecas al oeste del departamento de La Paz. Limita al oeste y al norte con la provincia de Bautista Saavedra, al este con la provincia de Larecaja y el municipio de Aucapata, y al suroeste con el municipio de Chuma.

## Demografía
De acuerdo con el censo boliviano de 2024, la población del municipio de Ayata es de 8 957 habitantes.
La población del municipio aumentó en más de tres cuartas partes entre 1992 y 2024:
| Año  | Habitantes (municipio) | Fuente |
| ---- | ---------------------- | ------ |
| 1992 | 5140                   | Censo  |
| 2001 | 8143                   | Censo  |
| 2012 | 8352                   | Censo  |
| 2024 | 8957                   | Censo  |

## Economía
La actividad más extendida en Ayata es la agricultura, siendo los principales cultivos los de papa, maíz y oca, mientras que la producción en las partes bajas es de frutales como mandarina, naranja, chirimoya y otros cultivos. En la parte alta o montañosa la gente se dedica más a la crianza de camélidos, especialmente llamas y alpacas, además de ovinos. Los productos que les proporciona esta actividad son carne, charque, fibra y lana, que además de ser destinados a su consumo son comercializados en las ferias locales.
Otra actividad importante es la artesanía destinada al uso doméstico, rubro en el cual producen tejidos utilizando para ese fin la fibra de camélidos. Ayata y la provincia de Muñecas en general es considerada la capital de la producción de arte textil a nivel nacional, el cual sirve de sustento para muchas mujeres de la región.